# Centro régió (Portugália)
Koordináták: é. sz. 40° 08′ 00″, ny. h. 7° 55′ 00″40.133333°N 7.916667°W

A Középső régió fekvése Portugálián belül

A Középső régió (portugálul Região do Centro) egyike Portugália hét NUTS II besorolású statisztikai célú területi egységének. Régióközpontja Coimbra. 

## Földrajz
A régió teljes területe 28 178,6 km². Ez a kontinentális Portugália területének 31%-a.
Északról a Északi régió (Norte), keletről Spanyolország, délről az Alentejo régió és a Lisszaboni régió végül nyugatról az Atlanti-óceán határolja. 
Teljesen magába foglalja Coimbra, Castelo Branco és Leiria kerületeket, legnagyobb részét Viseu, Aveiro és Guarda kerületeknek és megközelítőleg egyharmad részét Santarém kerületnek. 
A régión belül 100 község (portugálul concelho vagy município) található, ami Portugália települési önkormányzatainak 25,2%-a.
A Középső régió területileg megközelítőleg megfelel a ma már csak a köztudatban létező Beira történelmi tartománynak.

## Népesség
A régió teljes lakossága (2007) 2 385 911 fő. Ez a kontinentális Portugália lakosságának 23,6%-a.
A régió átlagos népsűrűsége (2007): 84,6 fő/km².
A régió legnagyobb és legnépesebb városai (2001):
- Coimbra (101 069 lakos)[4]
- Aveiro (55 291 lakos)[4]
- Viseu (47 250 lakos)[4]
- Leiria (42 745 lakos)[4]

## Szubrégiók
A Középső régió további 12 NUTS III szubrégióra van felbontva, melyek a következők:
- Baixo Mondego
- Baixo Vouga
- Beira Interior Norte
- Beira Interior Sul
- Cova da Beira
- Dão-Lafões
- Médio Tejo
- Oeste
- Pinhal Interior Norte
- Pinhal Interior Sul
- Pinhal Litoral
- Serra da Estrela